# Axé (voleibolista)
Carlos César da Silva (São Paulo, 5 de setembro de 1972) é voleibolista brasileiro com trajetória profissional em clubes brasileiros e boa parte de sua carreira deu-se em clubes estrangeiros, em ambos  atuou como Ponteiro e Oposto. Possui em sua galeria de conquistas pela seleção brasileira: uma medalha de bronze na Liga Mundial de Voleibol, obteve o ouro no Campeonato Sul-Americano ambas em 1999 e além disso, foi medalhista de prata no Pan Winnipeg 1999.

## Carreira
Iniciou sua carreira jogando no Telesp Clube e em 1988, foi campeão paulista. Na temporada 1993-94 teve uma breve passagem pelo Nossa Caixa/Suzano e foi campeão da Copa CBV de 1994. Jogou pela equipe do Banespa na temporada 1995-96, chegando as quartas de final
Na temporada 1998-99 atuou pela equipe do Banespa e terminou na quarta colocação e foi convocado pela primeira vez para  Seleção Brasileira pelo técnico Radamés Lattari para disputar a Liga Mundial,cuja fase final deu-se em Mar del Plata e vestindo a camisa#2 obteve  a medalha de bronze. Também integrou  a seleção principal na edição dos Jogos Pan-Americanos de 1999 conquistando a medalha de prata.Conquistou o título da edição do Campeonato Sul-Americano também em 1999.
Ao disputar a Superliga Brasileira A 1999-00 pelo Banespa, Axé chegou as finais da competição conquistando o honroso terceiro lugar.Ainda em 2000 foi campeão da Supercopa.
Na temporada 2001-02 defendeu o clube japonês  Toray Arrows e chegou a final da Liga A Japonesa, quando terminou com o vice-campeonato.
Transferiu-se para o Unicaja Almeria da Espanha, onde conquistou  o título da Superliga Espanhol 2002-03 e ouro da Supercopa da Espanha.
Jogou no período de 2003-04 no Tonno Callipo Vibo Valentia da Itália, onde disputou o Liga A2 Italiana  e contribuiu para ocupar a segunda posição na fase de classificação e o obteve o título inédito ao vencer a fase final , além do acesso a série A1; e para corar o ano, também conquistou o título da Copa A2 da Itália de 2003.
Permaneceu no voleibol italiano na temporada 2004-05, quando defendeu  Salento d’amare Taviano que estava na série A2, não foi uma boa temporada para Axé, pois, seu clube terminou apenas na décima primeira posição.
Na temporada 2005-06 jogou pelo clube sul coreano Samsung Bluefangs sendo vice-campeão da Liga A Sul-Coreana 2005-06. Retornou ao Brasil na temporada 2005-06 para defender Wizard/Campinas e terminou na sétima colocação na edição da Superliga Brasileira A referente  a esta jornada
De volta ao voleibol europeu, Axé defendeu na mesma temporada 2006-07 o clube italiano Petrecca Isernia  jogando novamente na série A2, terminou apenas na nona posição da Liga A2 Italiana e o grego  PAOK Thessaloniki a partir de 24 de novembro de 2006, disputou a Liga dos Campeões da Europa.
Na temporada 2007-08 passou a defender o clube frances Narbonne Volley e nesta temporada não  obteve bons resultados no Campeonato Francês A, terminou apenas na décima primeira posição e na Copa da França conseguiu avançar até as quartas de final.
Em 13 de dezembro de 2008, Axé, após a partida contra o clube Beauvais fez o exame antidoping, o resultado deu positivo e confirmado. Foi condenado em 15 de março de 2009 pela Federação Francesa de Voleibol com dois anos de suspensão. Ele entrou com pedido de apelação, afirmando que foi um erro de comunicação do seu médico que é brasileiro com o clube, pois, o mesmo prescreveu a substância proibida hidroclorotiazida, para controle de pressão arterial, pois, o jogador tem uma doença coronária hereditária, então o médico não informou aos dirigentes do clube Frances.Em defesa do jogador o então técnico do clube Michel Mandrou declarou "Havia uma justificativa terapêutica para o uso do medicamento. Dopar-se não é algo que combine com a maneira de ser desse jogador", achando a punição severa, e enquanto aguardava resultado da apelação, seu clube não podia contar com ele, época que lutava contra o rebaixamento.
Jogando como veterano na equipe de Osasco, Axé, disputou os  Jogos Abertos do Interior de São Paulo, sediado  em Mogi das Cruzes, na segunda divisão, conquistando o ouro inédito nesta edição. Também competiu nos Jogos Regionais de 2013 em Barueri e foi eliminado nas semifinais.

## Clubes
| Clube                       | País    | De   | Até  |
| Telesp Clube                | Brasil  | 1988 | 1991 |
| Banespa                     | Brasil  | 1991 | 1993 |
| Nossa Caixa/Suzano          | Brasil  | 1993 | 1994 |
| Banespa                     | Brasil  | 1994 | 2000 |
| Toray Arrows                | Japão   | 2001 | 2002 |
| Unicaja Almeria             | Espanha | 2002 | 2003 |
| Tonno Callipo Vibo Valentia | Itália  | 2003 | 2004 |
| Salento d’amare Taviano     | Itália  | 2004 | 2005 |
| Samsung Bluefangs           | Brasil  | 2005 | 2006 |
| Wizard/Campinas             | Brasil  | 2005 | 2006 |
| PAOK Thessaloniki           | Grécia  | 2006 | 2007 |
| Petrecca Isernia            | Itália  | 2006 | 2007 |
| Narbonne Volley             | França  | 2007 | 2009 |
| Osasco                      | Brasil  | 2013 | 2014 |

## Títulos e Resultados
- 1988-Campeão do Campeonato Paulista[4]
- 1994-Campeão da Copa CBV.[5]
- 1998-99- 4º Lugar da Superliga Brasileira A[7]
- 1999-00- 3º Lugar da Superliga Brasileira A[7]
- 2000- Campeão da Supercopa dos Campeões[5]
- 2001-02-Vice-campeão da Liga A Japonesa
- 2002-03- Campeão da Superliga Espanhola A[9]
- 2003- Campeão da Supercopa da Espanha[9]
- 2003-Campeão da Copa  A2 da Itália[10]
- 2003-04-Campeão da Liga A2 Italiana[10]
- 2004-05-11º Lugar da Liga A2 Italiana[11]
- 2005-06-Vice-campeão da Liga A Sul-Coreana
- 2005-06- 7º Lugar da Superliga Brasileira A[7]
- 2006-07-9º Lugar da Liga A2 Italiana[14]
- 2007-08-11º Lugar da Liga A Francesa
- 2013-Campeão dos Jogos Abertos de Mogi das Cruzes- 2ª Divisão[17]